# Bandy-Weltmeisterschaft 1983
Die 13. Bandy-Weltmeisterschaft wurde vom 15. Februar bis 20. Februar 1983 in Finnland ausgetragen. Erstmals wurde ein Finale zwischen den ersten beiden der Hauptrunde ausgetragen. Schweden gelang dabei durch ein 9:3 über die Sowjetunion im Endspiel die Titelverteidigung. Bronze ging an den Gastgeber Finnland.
Es wurde eine einfache Runde ausgespielt, womit jede Mannschaft drei Spiele zu bestreiten hatte. Der Gruppenerste und -zweite qualifizierte sich für das Endspiel. Die beiden anderen Teams treten im Spiel um Platz 3 gegeneinander an.

## Austragungsorte
Austragungsorte waren die beiden südfinnischen Städte Porvoo und Helsinki.

## Teilnehmer
Am Turnier nahmen die folgenden 4 Mannschaften teil:
| 4 aus Europa | Schweden | Norwegen | Sowjetunion | Finnland |

## Spielrunde

### Hauptrunde
| 15. Februar 1983 | Schweden    | 1:2  | Sowjetunion | Porvoo   |
| 15. Februar 1983 | Finnland    | 6:1  | Norwegen    | Helsinki |
| 16. Februar 1983 | Schweden    | 8:0  | Finnland    | Helsinki |
| 16. Februar 1983 | Sowjetunion | 10:5 | Norwegen    | Porvoo   |
| 18. Februar 1983 | Norwegen    | 0:8  | Schweden    | Porvoo   |
| 18. Februar 1983 | Finnland    | 0:6  | Sowjetunion | Porvoo   |

### Abschlusstabelle der Hauptrunde
| Pl. |             | Sp | S | U | N | Tore | Diff | Punkte |
| 1.  | Sowjetunion | 3  | 3 | 0 | 0 | 18:6 | +12  | 6      |
| 2.  | Schweden    | 3  | 2 | 0 | 1 | 17:2 | +15  | 4      |
| 3.  | Finnland    | 3  | 1 | 0 | 2 | 6:15 | −9   | 2      |
| 4.  | Norwegen    | 3  | 0 | 0 | 3 | 6:24 | −18  | 0      |

### Platzierungsspiele

#### Spiel um Platz 3
| 19. Februar 1983 | Finnland | 4:1 | Norwegen | Porvoo |

#### Finale
| 19. Februar 1983 | Sowjetunion W. Plawunow 2 W. Anufrijenko 1 | 3:9 (2:6) | Schweden 2 S. Boström 2 O. Johansson 2 M. Arvidsson 1 C. Kjellqvist 1 H. Johansson 1 M. Carlsson | Helsinki, 1 315 Zuschauer |

## Abschlussplatzierungen
| Platz                                                                        | Land                                                              | Athleten |                                                           |
| ---------------------------------------------------------------------------- | ----------------------------------------------------------------- | --- | --------------------------------------------------------- |
| 1                                                                            | SWE                                                               | \| Anders Bridholm Sören Broström Bengt Carlsson Stefan Karlsson Bengt Ramström \| Thomas Fransson Hans Johansson Hakan Karlsson Christer Kjellqvist \| Mikael Arvidsson Ola Johansson Mats Carlsson Joe Lönngren \| Per Togner Lars Angström Anders Söderholm Lars-Ove Sjödin \| |                                                           |
| 2 0                                                                          | URS                                                               | |                                                           |
| 3 0                                                                          | FIN                                                               | |                                                           |
| 4 0                                                                          | NOR                                                               | |                                                           |
| Anders Bridholm Sören Broström Bengt Carlsson Stefan Karlsson Bengt Ramström | Thomas Fransson Hans Johansson Hakan Karlsson Christer Kjellqvist | Mikael Arvidsson Ola Johansson Mats Carlsson Joe Lönngren | Per Togner Lars Angström Anders Söderholm Lars-Ove Sjödin |